# Thomas Schabbach
Thomas Schabbach (* 1966) ist ein deutscher Ingenieurwissenschaftler und Hochschullehrer an der Hochschule Nordhausen.

## Werdegang
Schabbach studierte von 1986 bis 1990 Verfahrenstechnik an der Fachhochschule Bingen, wobei er seinen Studienschwerpunkt auf die Umwelttechnik legte. Anschließend studierte er von 1991 bis 1994 Maschinenbau an der Ruhr-Universität Bochum. Daraufhin war er als Promotionsstudent und Wissenschaftlicher Mitarbeiter am Institut für Thermische Energietechnik der Universität Kassel tätig, wo er 1998 mit einer Arbeit zum Thema Physikalisch-stochastisches Modell zur Simulation klimatisch beeinflußter Solarstrahlung zum Dr.-Ing. promovierte. Nach Beendigung seiner Tätigkeit als Wissenschaftlicher Mitarbeiter nahm er 1999 eine Stelle in der Forschungs- und Entwicklungsabteilung eines Solarthermieunternehmens an, die er bis 2006 bekleidete. In diesem Jahr wurde er als Professor für Thermische Energiesysteme an die Fachhochschule Nordhausen berufen. Dort ist er heute Studiendekan des Studiengangs Regenerative Energietechnik.

## Publikationen (Auswahl)
- Viktor Wesselak, Thomas Schabbach, Thomas Link, Joachim Fischer, Handbuch Regenerative Energietechnik, 3. aktualisierte und erweiterte Auflage, Berlin/Heidelberg 2017, ISBN 978-3-662-53072-6.
- Thomas Schabbach, Pascal Leibbrandt. Solarthermie. Wie Sonne zu Wärme wird, Berlin/Heidelberg 2015, ISBN 978-3-642-53906-0.
- Thomas Schabbach, Viktor Wesselak, Energie. Die Zukunft wird erneuerbar. Berlin/Heidelberg 2012, ISBN 978-3-642-24346-2.
- Thomas Schabbach, Physikalisch-stochastisches Modell zur Simulation klimatisch beeinflußter Solarstrahlung, Diss. Kassel 1998.